# Hôtel de ville d'Ingwiller
L'hôtel de ville d'Ingwiller est un monument historique situé à Ingwiller, dans le département français du Bas-Rhin.

## Localisation
Ce bâtiment est situé rue du Général-Goureau à Ingwiller.

## Historique
L'édifice fait l'objet d'une inscription au titre des monuments historiques depuis 1934.